# Augustin Privat-Deschanel
Augustin Privat-Deschanel, né en 1821, à Allenc, en Lozère, mort en 1883, à Vanves (commune qui était alors rattachée au département de la Seine), a été professeur de sciences physiques, à Limoges, puis à Paris ; il a été ensuite inspecteur d’Académie, puis proviseur de lycée ; il a publié des livres d’enseignement et de vulgarisation dans le domaine des sciences physiques.

## Une vie dans l’enseignement

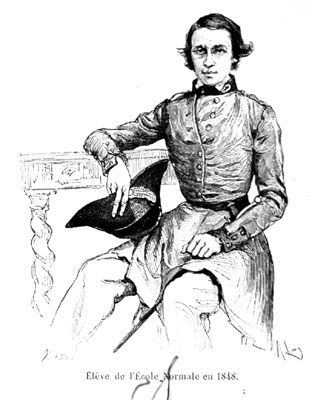
L'uniforme des élèves de l’École normale, tel qu'Augustin Privat-Deschanel l'a connu autour de 1840.

Augustin Privat-Deschanel est né le 22 août 1821, à Allenc, en Lozère, d'un père négociant en vin ; il a épousé Anne Eugénie Adelina Delcourt ; il a eu deux fils, Paul, né en 1867, normalien et géographe, et Georges, né en 1868, polytechnicien, inspecteur des Finances, procureur général à la Cour des Comptes, administrateur de sociétés.
Augustin Privat-Deschanel a été élève à l’École normale à partir de 1841, et il a été reçu 3e sur 5 à l'agrégation de physique en 1844.
Il a été professeur de sciences physiques au collège royal de Limoges dans les années 1844-1848, d'octobre 1844 à mars 1848.
Augustin Privat-Deschanel a quitté Limoges en mars 1848 ; la suite de sa carrière l'a vu ensuite « monter à Paris », dans une dynamique de carrière qui sera longtemps comme une « norme » pour les enseignants ayant réussi le concours de l’agrégation.

## Carrière

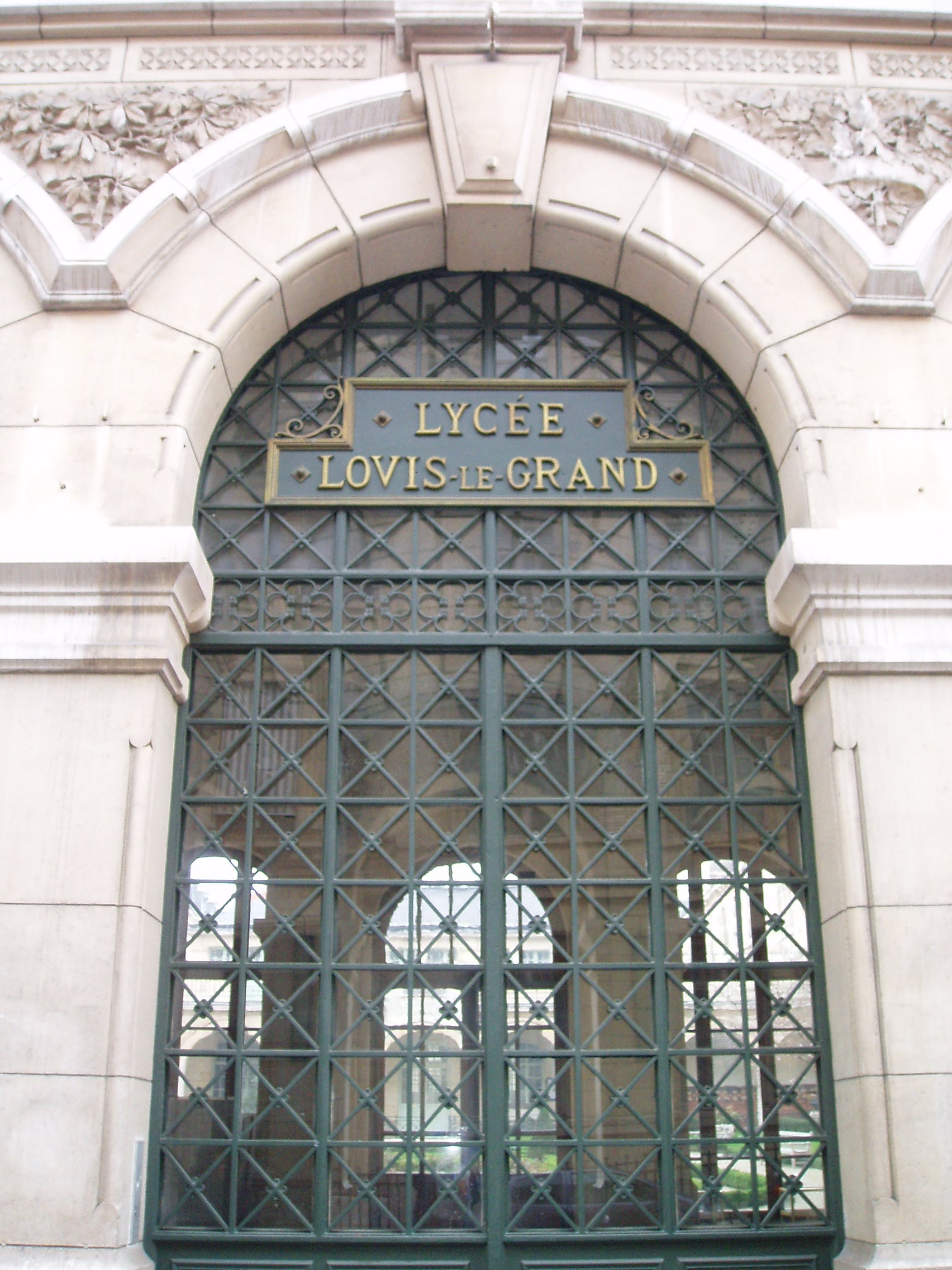
Après avoir été professeur au collège royal de Limoges, Augustin Privat-Deschanel a enseigné longtemps au lycée Louis-le-Grand, à Paris.

Dans les années 1850 et 1860, Privat-Deschanel a été professeur de physique au lycée Louis-le-Grand, à Paris ; le professeur de physique, au milieu des bouleversements historiques, a connu cet établissement d’enseignement parisien sous plusieurs des noms qu’il a successivement portés : collège royal Louis le Grand jusqu’en 1848 ; pendant la Seconde République, en 1848 : lycée Descartes, puis, en 1849 : lycée Louis-le-Grand ; sous le Second Empire : lycée impérial Louis-le-Grand (Augustin Privat-Deschanel a tenu la position de professeur titulaire dans ce lycée parisien de 1853 à 1868).
Privat-Deschanel était un enseignant qui, au lycée Louis-le-Grand, a laissé le souvenir d'un professeur qui savait intéresser des classes qui comptaient de plus de 80 élèves
Augustin Privat-Deschanel a été ensuite inspecteur de l’Académie de Paris ; il est devenu par la suite proviseur du lycée de Vanves.
La carrière d'Augustin Privat-Deschanel peut être décrite en mettant en évidence les dates où il a été nommé à telle ou telle fonction, des dates qui dessinent les étapes de sa présence dans les divers établissements d'enseignement dans lesquels il a pratiqué :
- professeur de physique au collège de Limoges : octobre 1844
- professeur à Lyon : mars 1848
- professeur suppléant de physique au lycée Saint-Louis : avril 1848
- professeur de physique au lycée de Versailles
- second professeur de physique au lycée Louis-le-Grand : août 1853
- premier professeur de physique et chimie au lycée Louis-le-Grand : 1860
- inspecteur de l'académie de Paris : décembre 1868
- proviseur du lycée de Vanves : janvier 1872 (il occupe ce poste jusqu'à son décès en août 1883).

Augustin Privat-Deschanel est décédé le 14 août 1883 à Vanves (commune qui était alors rattachée au département de la Seine).

## Les ouvrages d’Augustin Privat-Deschanel

### Ouvrages en français
- Augustin Privat-Deschanel, Précis de physique contenant les matières exigées pour l'admission à l'École polytechnique, Paris, Dezobry, E. Magdeleine, 1855
- Augustin Privat-Deschanel, Chimie organique, Paris, Dezobry, E. Magdeleine et Cie, 1856
- Augustin Privat-Deschanel, Mécanique, Paris, Dezobry et E. Magdeleine, 1856
- Augustin Privat-Deschanel, Cours de mécanique, rédigé conformément aux programmes des lycées du 7 août 1857, Paris, Dezobry, E. Magdeleine, 1857
- Augustin Privat-Deschanel et Adolphe Focillon, Memento des matières exigées pour l'examen du baccalauréat ès sciences, nouveau programme du 7 août 1857, Paris, Dezobry, E. Magdeleine et Cie, (1858)
- Augustin Privat-Deschanel et Adolphe Focillon, Dictionnaire général des sciences théoriques et appliquées, Paris, Garnier frères, 1864-1867
- Augustin Privat-Deschanel et Adolphe Focillon, Cours élémentaire de chimie rédigé conformément aux programmes des lycées, Paris, C. Delagrave, 1866-1867
- Augustin Privat-Deschanel, Exposition universelle de 1867 à Paris. Rapports du jury international. Appareils d'électricité, de magnétisme et de physique mécanique, Paris, impr. de P. Dupont, 1867
- Augustin Privat-Deschanel, Traité élémentaire de physique, Paris, L. Hachette, 1868
- Augustin Privat-Deschanel et J. Pichot, Notions élémentaires de physique contenant les matières indiquées par les programmes officiels du 23 juillet 1874, Paris, Hachette, 1874
- Augustin Privat-Deschanel et J. Pichot, Notions élémentaires de physique contenant les matières indiquées par les programmes officiels du 2 août 1880, Paris, Hachette, 1880
- Augustin Privat-Deschanel, Premières notions de chimie rédigées conformément aux programmes officiels du 2 août 1880, pour la classe de sixième, Paris, Hachette, 1881
- Augustin Privat-Deschanel, Premières notions de physique rédigées conformément aux programmes officiels du 2 août 1880, pour la classe de sixième, Paris, Hachette, 1881

### Ouvrages en anglais
- Augustin Privat-Deschanel et Joseph David Everett, Elementary treatise on natural philosophy, Londres, Blackie & Son, 1880